# VIS 100
VIS 100 (раніше: PR-15 Ragun) польський напівавтоматичний пістолет з патроном 9 x 19 мм Parabellum, виготовлений у Fabryka Broni "Łucznik" у Радомі. Наразі розгортається для оснащення Збройних Сил Республіки Польща.

## Історія конструкції
VIS 100 призначений для заміни пістолетів P-64 і P-83 як основної короткоствольної зброї Війська Польського. Вперше його офіційно презентували 1 липня 2014 року під час відкриття нової штаб-квартири Fabryka Broni Łucznik у Радомі. Тоді повідомлялося, що було виготовлено 12 штук, які пройшли експертизу та випробування. 5 лютого 2016 року зброя отримала сертифікат відповідності військовим тактико-технічним інструкціям на напівавтоматичний пістолет від 5 червня 2014 року. Головний конструктор зброї інж. Петро Дигас, до складу команди також входили, серед іншого, інж. Мар’ян Гришкевич (конструктор пістолетів MAG). Незважаючи на зовнішню схожість з пістолетом MAG і ті ж конструктивні припущення, це нова зброя, не заснована на документації MAG (на яку Archer більше не має прав), відрізняється розмірами і має взаємно невзаємозамінні частини. Спочатку пістолет називався PR-15 Ragun («PR-15» — це абревіатура від Pistolet Radomski та року очікуваного виробництва, а назва «Ragun» була створена як абревіатура англійського перекладу Radom's Gun). 4 грудня 2018 року було підписано контракт на постачання 20 тис. пістолетів для Війська Польського, одночасно змінивши назву на VIS 100. Нова назва відноситься до довоєнного Vis.35, а число «100» до сотої річниці незалежності. Поставки пістолетів VIS 100 для Війська Польського почалися в 2019 році, а останні партії мають бути поставлені в 2022 році.

## Опис конструкції
Пістолет VIS 100 працює за принципом короткої віддачі ствола, замок відмикається нахилом ствола вниз. З'єднання ствола із замком у закритому положенні забезпечується прямокутною патронником, що взаємодіє з вікном викидача в затворі. Елементом контролю перекосу є два косих виступу в нижній частині ствола, під патронник (класичне рішення, схоже на пістолет Browning HP). Каркас виготовлений з алюмінію, укріплений сталевою вставкою всередині болтового вузла. Ударно-спусковий механізм із зовнішнім самовзводним клапаном (SA/DA). Зброя має внутрішній запобіжник, що керується курком. Після вистрілу останнього патрона з магазина затвор зупиняється в задньому положенні на фіксаторі затвора. ВІС 100 має незнімні приціли, що складаються з мушки і цалика. 15-зарядний дворядний магазин з однорядним виходом (як варіанти пропонувалися магазини на 10 патронів зі звуженням на бічних поверхнях коробки магазина, що запобігає завантаженню більшої кількості боєприпасів, і 20 патронів, що виступають з рукоятки). У передній частині скелета під стволом є планка Пікатінні.